# Kínai témájú dokumentumfilmek listája
Az alábbi lista a Kínai Népköztársaság, Tajvan, azaz a Kínai Köztársaság, Hongkong,  Makaó illetve az ázsiai, amerikai és európai (ezen belül magyarországi) kínai diaszpóra életéről, történelméről, Magyarországon bemutatott ismeretterjesztő filmekről, természetfilmekről ad nem teljes összeállítást.
Egyes több kategóriába sorolható filmek, sorozatok többször is szerepelnek a listában.
A címekben szereplő nevek átírása néhol elavult, vagy egyedi. A mai átírás ilyenkor szögletes zárójelben szerepel utána.
A kínai Népköztársaság megalakulása után rövid időre felélénkült az érdeklődés Kína iránt. Azonban a szovjet-kínai viszony elhidegülése idején két évtizedre az érdeklődés lanyhult, a hangvétel némileg ellenségessé vált. Magyarországon évente legfeljebb egy-két kínai játékfilmet mutattak be, és körülbelül ugyanennyi hongkongit.
Az rendszerváltás után a változás lassan indult el. És elsősorban az ismeretterjesztő csatornák elindulásával párhuzamosan jelentek meg nagyobb számban kínai témájú ismeretterjesztő filmek, természetfilmek. Azonban ezek többsége amerikai illetve nyugat-európai gyártású sorozatok, amelyek egy része kifejezetten ellenséges hangvételű, és gyakran a kiegyensúlyozottság látszatát is  kerülni igyekeznek. Nagyon ritkán szerepelhetnek kínai gyártású ismeretterjesztő filmek, holott ezek minősége legalább hasonló és általában sokkal olcsóbbak is, mint a nyugatiak, azonban ez politikailag szemlátomás nem kívánatos tendencia lenne.

## Korai dokumentumfilmek
Kínában az első dokumentumfilmek 1908 körül készültek (az Albert Kahn projekt keretében??).
- Kína (szovjet dokumentumfilm, rendezte: R. Karmen)
- 400 millió (holland dokumentumfilm, rendezte: Joris Ivens)
- Kína szárnyai
- A haza hívása
- Kelet-Ázsia fénye (kínai dokumentumfilm, 1941, rendezte: Fej Kuj-kung)
- A kommunista dokumentumfilm gyártás 1938-tól indult Jenanban.
- Dicső évforduló
- A front és a hátország egysége
- Jenan és a VIII. hadsereg

Az 1946-49-es háború idején híradó Demokratikus Észak-Kelet címmel.
- Átkelés a Jang-ce folyón
- Észak-Kelet Kína felszabadulása
- Vörös lobogó leng Északnyugat Kína felett
- Győzelmi dal
- Felszabadult Kína (szovjet dokumentumfilm, 1950, rendezte: Szergej Geraszimov)
- A kínai nép győzelme (szovjet dokumentumfilm, 1950, rendezte: Leonyid Varlamov)

## Útifilmek
- Dél-Kína tájain (útifilm, 1957, rendezte: Jancsó Miklós)
- Kína vendégei voltunk (útifilm, 1957, rendezte: Jancsó Miklós)
- Peking palotái (útifilm, 1957, rendezte: Jancsó Miklós)
- Színfoltok Kínából (útifilm, 1957, rendezte: Jancsó Miklós)
- Chung Kuo – Kína[2] (Chung Kuo – Cina, olasz dokumentumfilm, 207 perc, 1972, rendezte: Michelangelo Antonioni) A Kínai Népköztársaság kormánya a hetvenes évek elején hívta meg a híres, baloldali elkötelezettségű olasz filmrendezőt, Michelangelo Antonionit egy Kínáról szóló film elkészítésére.
- Kínai tájak és emberek (hét részes magyar-kínai dokumentumfilm-sorozat, 1984, rendezte: Szinetár Miklós) 1983-ban forgatott filmsorozat a változásokról, hétköznapokról, a gazdaságról Kínában.
  - 1. Kína, a Nagy Fal országa
  - 3. Vuhan – Kína közepe
  - 4. Katon – Kína kapuja
  - ?. Nanking, a Jangce városa
  - ?. Vuhszi, a vizek városa
  - ?. Sanghaj, nappal
- Kína – falak nélkül (riportműsor)
- Ösvény a világ tetején (tizenhárom részes magyar dokumentumfilm sorozat, 1996, rendezte: Székely Orsolya) Kőrösi Csoma Sándor nyomában Tibet úttalan útjain és kolostorain keresztül Széchényi Péter kalauzolásával.
- A Potala palota (The Potala Palace, kínai dokumentumfilm???, 1998, rendezte: Chen Zhen) Tibet, Lhásza. A Potala palota, évszázadok óta a dalai lámák palotája a Tibet fővárosában.
- 2000 Today (angol? dokumentumfilm sorozat)
  - Kína, a Sárkány Éve (1999?)
  - Éjfél: Kína, Fülöp-szigetek, Hongkong, Szingapúr, Tajvan (1999?)
- Császár-csatorna – Kína (magyar dokumentumfilm sorozat, 2007, rendezte: Wonke Rezső)
- Kalandozó magyarok Kínában, magyar dokumentumfilm, 50 perc, 2008, rendezte: Pajer Róbert A dokumentumfilm Kínában élő magyar fiatalok életébe enged bepillantást. A legkülönfélébb életutakat és célokat kitűző fiatalok sikereikről és kudarcaikról számolnak be a kamera előtt.
- Földrengés Kínában: Szecsuán könnyei (China's Unnatural Disaster: The Tears of Sichuan Province) amerikai dokumentumfilm, 37 perc, 2009, rendezte: Jon Alpert és Matthew O'Neill) 2008. május 12-én óriási földrengés rázta meg Szecsuan (Sichuan) tartományt. A katasztrófában több mint hetvenezer ember pusztult el.
- Nehéz terepen – Kína (Tough Rides: China, kínai-angol-új-zélandi útifilm, 156 perc, 2013) Ryan Pyle és Colin Pyle Sanghajból (Shanghaiból) kiindulva motorral vág neki Kína felfedezésének. Útjuk során északon érintik a koreai és a mongol határt, majd átkelnek a Himaláján és délről kerülve meg a hatalmas országot térnek vissza.
- A kínai Nagy-csatorna – egy fotóriporter utazása (China's Grand Canal: A Photographer's Journey, amerikai dokumentumfilm, 2015, rendezte: Donovan Chan) Jeff Hutchens, a National Geographic Channel fotósa érdekes utazást tett a Nagy Csatorna mentén számtalan érdekes kulturális emléket, műemléket, történelmi nevezetességet megörökítve.

## Természetfilmek
- A kínai Hattyúk tava (China's Swan Lake, természetfilm sorozat, DIGI Animal World) Egy hattyúcsalád életének megfigyelése egy nyáron Hszincsiang (Xinjiang)ban. Meisa családjával ősszel vándorol a Szanmen Sia, a Hattyúk Városa víztározójához.
- A vörös macskamedve (Red Panda – World's Cutest Animal, kínai? természetfilm, DIGI Animal World) A vörös macskamedvén, Tasin és lányán kívül különböző egyéb állatok, sárgatorkú nyest, tragopán.
- Vad Kína (Címváltozat: Kína vadonjai,[3] Wild China, hat részes angol dokumentumfilm sorozat, 6x60 perc, 2008, rendezte: Phil Chapman és mások, narrátor: Bernard Hill)
  - 1. A sárkány szíve (Heart of the Dragon)
  - 2. Az elveszett paradicsom (Shangri-La)
  - 3. Tibet (Tibet)
  - 4. A nagy falon túl (Beyond the Great Wall)
  - 5. A pandák földje (Land of the Panda)
  - 6. A változás hullámai (Tides of Change)
- A célállomás: Kína (DestiNATION Yunnan, China 1,  két részes holland természetfilm, DIGI Animal World csatorna, 2017, rendezte: Peter Ringgaard)[4]

- 1. részː Az Ugró Tigris völgye. Pisze orrú majom. Kína nemzetiségeinek fele Jünnan hegyvidéki területein él. Sangri-la. A ji és a bai népcsoport. A Silin (Shilin) kőerdő.
- 2. részː Az Ugró Tigris Völgye??, vörös panda, azaz vörös macskamedve, a jünnani kínai zene, rizs teraszok, a hani népcsoport, amelynek törzsei 82 faluban élnek.

- Kína vad birodalma (China's Wild Empire, 12 év, három részes francia-kínai természetfilm, 3 x 48 perc, 2023)

- 1. Piszeorrú majmok: Dacolva a lehetetlennel (Golden Monkeys: Braving the Impossible)
- 2. Tibeti antilopok: A fennsík vándorai (Tibetan Antelope: Mysterious Migration)
- 3. Jünnan rendíthetetlen elefántjai (Yunnan's Intrepid Elephants)

## Tudomány
- Az Ocean Dragon fedélzetén (Riding the Ocean Dragon, kínai-ausztrál? természetfilm, 2017, DIGI World) Rachael Thornton részt vesz a kínai tudósokkal a hidrothermális kürtők kutatásában az Indiai óceánon. A három kilométeres mélységbe a kínaiak Ocean Dragon (Csiao Lung (Jiao Long)) nevű tengeralattjárójval szállnak le. Kutatás  ásványi kincsek és az archeák (archaea), az ősi kemoszintézissel élő létformák után illetve a tengeri élőlények változatosságának felmérésére irányul.

## Gazdaság
- Kína, kínai szemmel (öt? részes kínai dokumentumfilm sorozat, 1999??) Áttekintés Kína történelméről, az ópiumháború, polgárháborúk, majd a második világháború utáni korszakáról, az ősi találmányokról, a régi és a mai gazdaságáról.
  - 1. Kultúra és művészet az új Kínában
  - 2. Új Kína kulturája
  - 3. Vallások és kultuszok Kínában
  - 4. Tibeti körkép: ma
  - 5. Pillanatképek Makaóról
- Vörös kémek (Le dragon à mille têtes, szórakoztató műsor, narrátor: Tarján Péter, DIGI World) A Kínai Népköztársaság ipari és technológiai titkok megszerzésére irányuló hírszerző tevékenysége Nyugat-Európában és az Egyesült Államokban.
- CIA: Titkosítás feloldva (ismeretterjesztő filmsorozat) 1. rész: Az Égi egyensúly – Cse Mak (Chi Mak) Amerikában tevékenykedő kínai kém leleplezéséről.
- Kína gazdasága (Made in China – mit nem tanultunk meg a kínai fejlődési modellből?), az Új Egyenlőség Közbeszélgetés sorozata, 2017, műsorvezetőː Pogátsa Zoltán Online Szunomár Ágnes és Matura Tamás Kína szakértők, valamint Pogátsa Zoltán az Új Egyenlőség főszerkesztője beszélget Kína gazdasági fejlődésének kérdéseiről.
- A vörös verseny (The Red Race), kínai-német dokumentumfilm, 2008, rendezte: Csao Kan (Chao Gan))
- Kína társadalomirányítási rendszere, az Új Egyenlőség Közbeszélgetés sorozata, 2018. április 24., műsorvezetőː Pogátsa Zoltán Online Szunomár Ágnes és Matura Tamás Kína szakértők, valamint Pogátsa Zoltán az Új Egyenlőség főszerkesztője beszélget Kína gazdasági fejlődésének kérdéseiről.
- Ázsiai pillanatképek (Asia Exposed, indiai? dokumentumfilm sorozat, DIGI Life, narrátor: Anita Kapoor (Sallai Nóra?), rendezte: Raja Gopal) 15. részː Mu-csi (Mu-ji) kínai fotós a kínai ételhamisítás nyomába ered. Mérgező borok, szeszes italok, újrahasznosított sütőolajjal főző éttermek.
- Iparvárosok Kínában (Factory Town – March, szingapúri dokumentumfilm, rendezte: Teng Jün (Deng Yun), Lie Huj Min (Lye Hui Min), Ansell Tan és Chow Wai Thong) A film Kína egyik kiemelkedő iparvárosának, Toumen (Doumen) (Csuhaj (Zhuhai) prefektúra szintű város negyede) nagyvállalatainak munkavállalói világába enged bepilantást. Különösen az egyébként szingapúri székhelyű Flextronics vállalat óriási helyi üzemének életébe. Csing Peng-hszi (Qing Pengxu) Honan tartomány (Henan tartomány) tartomány egyik kis falujából származik, és ő segíti idős szüleit. Vej Aj-cseng (Wei Aizheng) és Csou Cse-van (Zhou Zhiwan) munkásnő. Online
- Kínaiak Magyarországon (két részes magyar dokumentumfilm, 1993, rendezte: Tolmár Tamás)
- Az út (The Way, magyar-francia fikciós dokumentumfilm, 84 perc, 1997, rendezte: Moldoványi Ferenc) Egy hazánkban élő kínai főiskolai tanár életéről szóló film, aki a kilencvenes évek elején telepedett le Magyarországon.
- A kínai székely (Chinese Szekler, magyar dokumentumfilm, 2009, rendezte: Horváth László) Horváth László Vasile Croat néven közismert zenész, képzőművész. Két alkalommal vett részt őssejt beültetéses terápián Sencsen (Shenzen)ben.

## Életmód
- Visszatérés Kínába (Passage to China with Denise Keller, három részes amerikai dokumentumfilm sorozat, 2014, rendezte: David Moggie, narrátorː Laurinyecz Réka) Denise Keller a félig német, félig szingapúri származású modell Kínába utazik, hogy felfedezze gyökereit és  megismerje saját indentitását. (Részletesen lásd a Nemzetiségek fejezetben.)

## Kultúra
- A kínai kultúráról (dokumentumfilm, 29 perc)
- Kínai írásjelek (kínai ismeretterjesztő film, 2004, rendezte: Csang Hszien Min (Zhang Xian Min)) A kínai írás és kalligráfia története.
- A kínai festmény (négy részes kínai ismeretterjesztő filmsorozat, 30 perc)

Ugyanaz mint??
- A kínai festő (négy részes kínai dokumentumfilm sorozat, 30 perc)
- Néphadsereg Magazin 6. (1988, rendezte: Kemény László) A Kínai Népi Felszabadító Hadsereg Politikai Főcsoportfőnökség Művészegyüttesének magyarországi látogatása.

## A kínai konyha
- A kínai konyha titkai (? részes kanadai gasztro-reality a magyar LiChi TV-n, 2015, házigazda: Christine Cushing)
- A kínai tea története (kínai ismeretterjesztő film, 2001)
- Kínai kaleidoszkóp (hat részes magyar dokumentumfilm sorozat, rendezte: Gábor Péter)

- 1. A kínai konyha titkai

## Nemzetiségek
A Kínában élő nemzetiségek többsége az évszázadok során beolvadt a többségi han népbe. A korábban legelszigeteltebb népek maradtak csak fenn máig. Ezek körülbelül fele Jünnan (Yunnan) tartomány hegyvidéki térségeiben él. A többi nemzetiség az egykori vagy mai szomszédos országok államalkotó népeinek vagy nagyobb nemzetiségeinek Kínában élő része.
- A világ vége (The Ends ol the Earth, kínai dokumentumfilm, 140 perc, 1996, rendezte: Tuan Csin-csuan (Duan Jinchuan))
- A rejtélyes kínai függő koporsók (Mysterious Hanging Coffins of China, dokumentumfilm) Kínában már csak a magas sziklafalhoz erősített ősi koporsók százai tanúskodnak az egykor itt élt Bo törzsről. Máig vitatott a különös temetkezési szokás oka és a végrehajtás módja.
- Visszatérés Kínába (Passage to China with Denise Keller, három részes amerikai dokumentumfilm sorozat, 2014, rendezte: David Moggie, narrátorː Laurinyecz Réka) Denise Keller a félig német, félig szingapúri származású modell Kínába utazik, hogy felfedezze gyökereit és  megismerje saját indentitását.

- 1. Örök kötelék (Ties That Bind) – Jungting (Yongding) megye Fucsien (Fujian) tartomány. A hakka népcsoport. Különleges, kőrbástya alakú hatalmas, soklakásos házaik, a tulu. Csüfu (Qufu) és Konfuciusz mai leszármazottai. A Konfuciusz templom, és Sanghaj (Shanghai). Ősi nyomtatási technika. Kinai divat. A csipao (qipao). Csungsan (Zhongshan), Kuangtung (Guangdong) tartomány, a longdu népcsoport. Szun Jat-szen (Sun Yat-sen) szülőföldje.
- 2. Az élet művészete – A világ talán legrégebbi civilizációjának otthonaként Kína a művészetek hatalmas tárháza. Egyes ágazatai évszázados múltra tekintenek vissza. Denise ezúttal bemutat egy több mint 3 ezer éves, varázslatos hangszert.
- 3. Kultúrális ikonok (Icons of Culture) – A hani és a ji népcsoport teraszos földjei. Tea és rizstermesztés. Az európaiak számára bizarr hani konyha. Saohszing (Shaoxing) – rizsbor. Hangcsou (Hangzhou) – teamúzeum. A kínai teaszertartás. A Csianghszi (Jiangxi) tartománybeli Csingtöcsen (Jingdezhen) a porcelán, Szucsou (Suzhou) Csiangszu (Jiangsu) tartományban pedig a selyem fővárosa. Sanghaj (Shanghai), a modern kínai művészet. Dingi és Joglian.

## Történelem
- Kína, az idő birodalma (Empire of Time, két? részes dokumentumfilm sorozat) 1. rész A csillagászat, asztrológia és időmérés története Kínában. Az európai befolyás. Matteo Ricci és más jezsuiták.
- A vörös kínai haditerv
- A kereszténység története (? részes angol dokumentumfilm sorozat, 2009, rendezte: Gillian Bancroft, narrátor: Diarmaid MacCulloch prof.) 1. részː Az első keresztények. Benne a nesztoriánus kereszténység terjedése Kínában.
- Kína története (The Story of China) Michael Wood 2016-ban bemutatott 6 részes angol dokumentumfilm sorozata.
  - 1. Elődök (Ancestors)
  - 2. Selyemútak és kínai hajók (Silk Roads and China Ships)
  - 3. Aranykor (Golden Age) – A Szung kor (Song kor) és fővárosa, Kajfeng (Kaifeng).
  - 4. A Ming-kor (The Ming) – A Ming-dinasztia (1368–1644), Csu Jüan-csang (Zhu Yuanzhang), azaz Hong-vu (Hongwu) császár. A dinasztia neve magyarul: Fényhozó. Fővárosa Nanking (Nanjing). Jung-lő (Yongle) helyezte át a fővárost Peking (Beijing)be, a Jüan (Yuan)ok fővárosába.
  - 5. Az utolsó császárság (The Last Empire)

A négy ősi kína konyha: Jangcsou, A nyolc excentrikus (festőművész)
https://hu.wikipedia.org/wiki/Hangcsou
„A Hangcsoui konyhaművészet a csöcsiangi konyha, a nyolc különböző híres kínai konyha egyikének a képviselője.”
https://hu.wikipedia.org/wiki/Kína_turizmusa
„Ezenkívül az egész országban vonzerőt jelent a híres kínai konyha, melynek négy fő változatát szokták megkülönböztetni (santungi, szecsuani, csiangszu-csöcsiangi és kuangtungi).”
- - 6. A forradalom kora (The Age of Revolution)
- Kína: a jáde birodalom kincsei (China – Treasures of the Jade Empire, angol dokumentumfilm, 2015, rendezteː Richard Max) A Han dinasztia császárai sírjának feltárása.
- George Chinnery nyomában (In the Footsteps of George Chinnery, ismeretterjesztő film, 2015, rendezte: Terry O'Toole, narrátorː Láng Balázs, DIGI World) A híres angol festő hosszabb időt töltött Dél-Kínában, elsősorban Makaón a XIX. század elejétől. A kínai hétköznapokat számtalan vázlatán, grafikáján és néhány festményén örökítette meg.

## Híres kínai történelmi személyiségek
Mao Ce-tung (Mao Zedong)ról szóló ismeretterjesztő filmek, dokumentumfilmek:
- Az igazi Mao (Mao, The Real Man, áldokumentumfilm, 54 perc, 1995, rendezte: Siklósi Szilveszter) Dokumentumfilm részletek felhasználásával készített áldokumentumfilm, médiaheck. Emiatt inkább a játékfilm kategóriába sorolható.

Csin Si Huang-ti (Qin Shi Huangdi) császárról szóló ismeretterjesztő filmek, dokumentumfilmek:
- Ókori Kína: Halálos titkok a sírból (China's Megatomb – Secrets of the Terracotta Army, címváltozatː China's Megatomb Revealed, 12 év, angol dokumentumfilm, 2016, rendezte: Hugh Ballantyne) Albert Yu-Min Lin, a National Geographic kutatója kutatásai Csin Si Huang-ti (Qin Shi Huangdi) sírjával kapcsolatosan. Az agyaghadsereg.

Konfuciuszról szóló ismeretterjesztő filmek, dokumentumfilmek
- Ókori zsenik (Genius Of The Ancient World, három részes brit minisorozat, 2015) Bettany Hughes angol minisorozata Konfuciusz, Buddha és Szókratész életéről. Hogyan alakították ezek az V. századi filozófusok a modern gondolkodást.
  - 3. Konfuciusz (Confucius)

Cseng Horól (Zheng Heről) szóló ismeretterjesztő filmek
(Hibás magyar átírások miatt szerepel: Dzöng Hő, Cön Hö, Dzsong Hó, Cseng Hó, Cseng He, Zseng-He, Zsen He neveken is címekben illetve ismertetőkben.)
- Szellemflotta: Zsen He epikus utazása (Ghost Fleet, eredeti címe: Treasure Fleet: The Epic Voyage of Zheng He, két részes, eredetileg angol nyelvű szingapúri film, 2005, rendezte: Jonathan Finnigan)
- Egy ismeretlen felfedező nyomában (Voyage of the Dragon King, 2003, rendezte: Rex Warner, NG Channel)